# Neocirolana excisa
Neocirolana excisa är en kräftdjursart som först beskrevs av Richardson1910.  Neocirolana excisa ingår i släktet Neocirolana och familjen Cirolanidae. Inga underarter finns listade i Catalogue of Life.